# Icius desertorum
Icius desertorum là một loài nhện trong họ Salticidae.
Loài này thuộc chi Icius. Icius desertorum được Eugène Simon miêu tả năm 1901.